# 道學碩士
道學碩士（Master of Divinity, M.Div.）是起源於北美的牧師專業學位，它是基督教神學院中最常見的學位之一。在許多基督教教派中，這個學位是授予聖職或晉升牧師的前提。
道學碩士（M.Div.）的前身是美國學士後牧師專業學位的道學學士（B.D.），是必須先取得學士學位才能就讀的學士後學士，後因想體現其學士後學位本質近代美國各校把道學學士改名成道學碩士，和美國學士後律師專業學位的法學學士（LL.B.）現今都改名成法律博士（J.D.）是類似理由。
完成道學碩士可擔任牧師等聖職，之後也可深造教牧學博士（D.Min.）增強教牧專業能力，或往神學學術繼續深造如就讀神學碩士（Th.M.）、神學博士（Th.D.）或哲學博士（Ph.D.）等其他學位。